# Valery Nahayo
Valery Twite Nahayo (Bujumbura, 15 april 1984) is een Burundees voetballer die als verdediger sinds 2018 onder contract staat bij FC Ganshoren. In 2003 debuteerde hij in het Burundees voetbalelftal.

## Clubcarrière

### Eerste jaren
In zijn vaderland Burundi speelde Nahayo voor de clubs Atomic FC en Muzinga FC. Hij werd opgemerkt door enkele Afrikaanse clubs en in 2004 verhuisde hij naar het Zuid-Afrikaanse Jomo Cosmos. Daar bleef Nahayo tot 2008, toen hij een contract tekende bij de topclub Kaizer Chiefs. Daar werd hij een van de sterkhouders en wekte hij de interesse van verschillende Europese clubs, zoals Standard Luik en KAA Gent.

### Gent
Op 24 mei 2011 ondertekende Nahayo een contract voor vier seizoenen bij Gent. Hij debuteerde op de eerste speeldag van het seizoen in het competitieduel Cercle Brugge. Na tweemaal een gele kaart te hebben ontvangen werd Nahayo in deze wedstrijd van het veld gestuurd. Het leverde hem een schorsing van één speelronde op; in de met 3–1 gewonnen thuiswedstrijd tegen Standard speelde hij de volle negentig minuten. Nahayo speelde de daaropvolgende wedstrijden ook, tot hij opnieuw een rode kaart kreeg. Ditmaal resulteerde zijn overtreding in een schorsing voor drie duels; ook na die schorsing werd hij niet meer in het basiselftal op gesteld.

### Mpumalanga
Het grootste deel van het seizoen 2013/14 bracht Nahayo in België op de reservebank door. Hij stond derhalve, nadat zijn contract bij Gent ontbonden was, open voor een aanbieding van een andere club en tekende in de zomerse transferperiode van 2014 een contract bij Mpumalanga Black Aces; na een afwezigheid van drie jaar keerde hij zodoende terug in de Premier Soccer League, het hoogste Zuid-Afrikaanse competitieniveau. Op 21 oktober maakte hij aldaar zijn debuut in de competitiewedstrijd tegen Orlando Pirates (2–1 winst).

## Interlandcarrière
Valery Nahayo maakte zijn debuut in het Burundees voetbalelftal in 2003. In dat jaar speelde hij drie interlands; vervolgens werd hij vijf jaar lang niet opgeroepen door de bondscoach, tot hij in 2008 weer werd opgenomen in de selectie. Sindsdien speelde hij onder meer in het kwalificatietoernooi voor de African Cup of Nations 2012 en speelde hij mee in kwalificatieduels voor het wereldkampioenschap voetbal 2014. Zijn eerste interlanddoelpunt maakte Nahayo op 29 februari 2012 in een kwalificatiewedstrijd voor de African Cup tegen Zimbabwe (2–1 winst).

## Spelerscarrière
| Seizoen         | Club                  | Land                 | Competitie            | Competitie | Competitie | Beker | Beker | Internationaal | Internationaal | Totaal | Totaal |
| Seizoen         | Club                  | Land                 | Competitie            | Wed.       | Dlp.       | Wed.  | Dlp.  | Wed.           | Dlp.           | Wed.   | Dlp.   |
| --------------- | --------------------- | -------------------- | --------------------- | ---------- | ---------- | ----- | ----- | -------------- | -------------- | ------ | ------ |
| 2001/02         | Atomic FC             | Vlag van Burundi     | Premier League        | 12         | 0          | 0     | 0     | 0              | 0              | 12     | 0      |
| 2002/03         | Muzinga FC            | Vlag van Burundi     | Premier League        | 26         | 3          | 0     | 0     | 0              | 0              | 26     | 3      |
| 2003/04         | Muzinga FC            | Vlag van Burundi     | Premier League        | 25         | 1          | 0     | 0     | 0              | 0              | 25     | 1      |
| 2004/05         | Jomo Cosmos           | Vlag van Zuid-Afrika | Premier Soccer League | 23         | 0          | 0     | 0     | 0              | 0              | 23     | 0      |
| 2005/06         | Jomo Cosmos           | Vlag van Zuid-Afrika | Premier Soccer League | 26         | 0          | 0     | 0     | 0              | 0              | 26     | 0      |
| 2006/07         | Jomo Cosmos           | Vlag van Zuid-Afrika | Premier Soccer League | 23         | 0          | 0     | 0     | 0              | 0              | 23     | 0      |
| 2007/08         | Jomo Cosmos           | Vlag van Zuid-Afrika | Premier Soccer League | 22         | 0          | 0     | 0     | 0              | 0              | 22     | 0      |
| 2008/09         | Kaizer Chiefs         | Vlag van Zuid-Afrika | Premier Soccer League | 17         | 1          | 0     | 0     | 0              | 0              | 17     | 1      |
| 2009/10         | Kaizer Chiefs         | Vlag van Zuid-Afrika | Premier Soccer League | 4          | 0          | 1     | 0     | 0              | 0              | 5      | 0      |
| 2010/11         | Kaizer Chiefs         | Vlag van Zuid-Afrika | Premier Soccer League | 22         | 1          | 7     | 0     | 0              | 0              | 29     | 1      |
| 2011/12         | KAA Gent              | Vlag van België      | Jupiler Pro League    | 11         | 0          | 1     | 0     | 0              | 0              | 12     | 0      |
| 2012/13         | KAA Gent              | Vlag van België      | Jupiler Pro League    | 18         | 1          | 1     | 1     | 0              | 0              | 19     | 2      |
| 2013/14         | KAA Gent              | Vlag van België      | Jupiler Pro League    | 10         | 0          | 4     | 0     | 0              | 0              | 14     | 0      |
| 2014/15         | Mpumalanga Black Aces | Vlag van Zuid-Afrika | Premier Soccer League | 5          | 0          | 0     | 0     | 0              | 0              | 5      | 0      |
| Carrière totaal | Carrière totaal       | Carrière totaal      | Carrière totaal       | 244        | 7          | 14    | 1     | 0              | 0              | 258    | 8      |